# Mikuláš Dzurinda
Mikuláš Dzurinda, né le 4 février 1955 à Spišský Štvrtok, alors en Tchécoslovaquie, est un homme d'État slovaque d'origine ruthène[réf. nécessaire] membre de l'Union démocratique et chrétienne slovaque - Parti démocratique (SDKÚ-DS), ancien président du gouvernement, puis ministre des Affaires étrangères de Slovaquie.
Il fut le premier président du gouvernement de la République slovaque indépendante à accomplir deux mandats consécutifs, et il détient le record de longévité à ce poste, dont la durée fut de sept ans et huit mois.

## Formation
En 1979, il obtient un diplôme d'ingénieur à la faculté des transports et des communications à Žilina, et complète ses études supérieures en passant un doctorat neuf ans plus tard.
Il commence à travailler en 1979 comme analyste économique à l'Institut de recherche sur les transports de Žilina, puis est recruté par la compagnie nationale des chemins de fer de Tchécoslovaquie en 1988 comme directeur pour les technologies de l'information au siège régional de Bratislava. Il renonce à toute activité professionnelle en 1990.

## Parcours politique

### Vie militante
Il participe, en 1990, à la fondation du Mouvement chrétien-démocrate (KDH), dont il est désigné vice-président chargé des affaires économiques en 1993. Cinq ans plus tard, il devient le président de la Coalition démocratique slovaque (SDK), dont le KDH est membre, après en avoir été porte-parole.
Mikuláš Dzurinda quitte le KDH en 2000 et fonde l'Union démocratique et chrétienne slovaque (SDKÚ), dont il est élu président.

### Les débuts
En 1991, il est nommé vice-ministre des Transports et des Postes de Slovaquie, qui fait encore partie intégrante de la Tchécoslovaquie, dans le gouvernement de Ján Čarnogurský, puis est élu l'année suivante député au Conseil national de la République slovaque.
Il y siège jusqu'au 15 mars 1994, lorsqu'il est nommé ministre des Travaux publics, des Communications et des Transports dans le cabinet formé par Jozef Moravčík à la suite de la chute de Vladimír Mečiar, qui revient cependant au pouvoir le 15 décembre suivant, à la tête d'une coalition gouvernementale dont le KDH ne fait plus partie. Il retrouve alors son mandat de député.

### Président du gouvernement (1998 - 2006)

#### Premier mandat

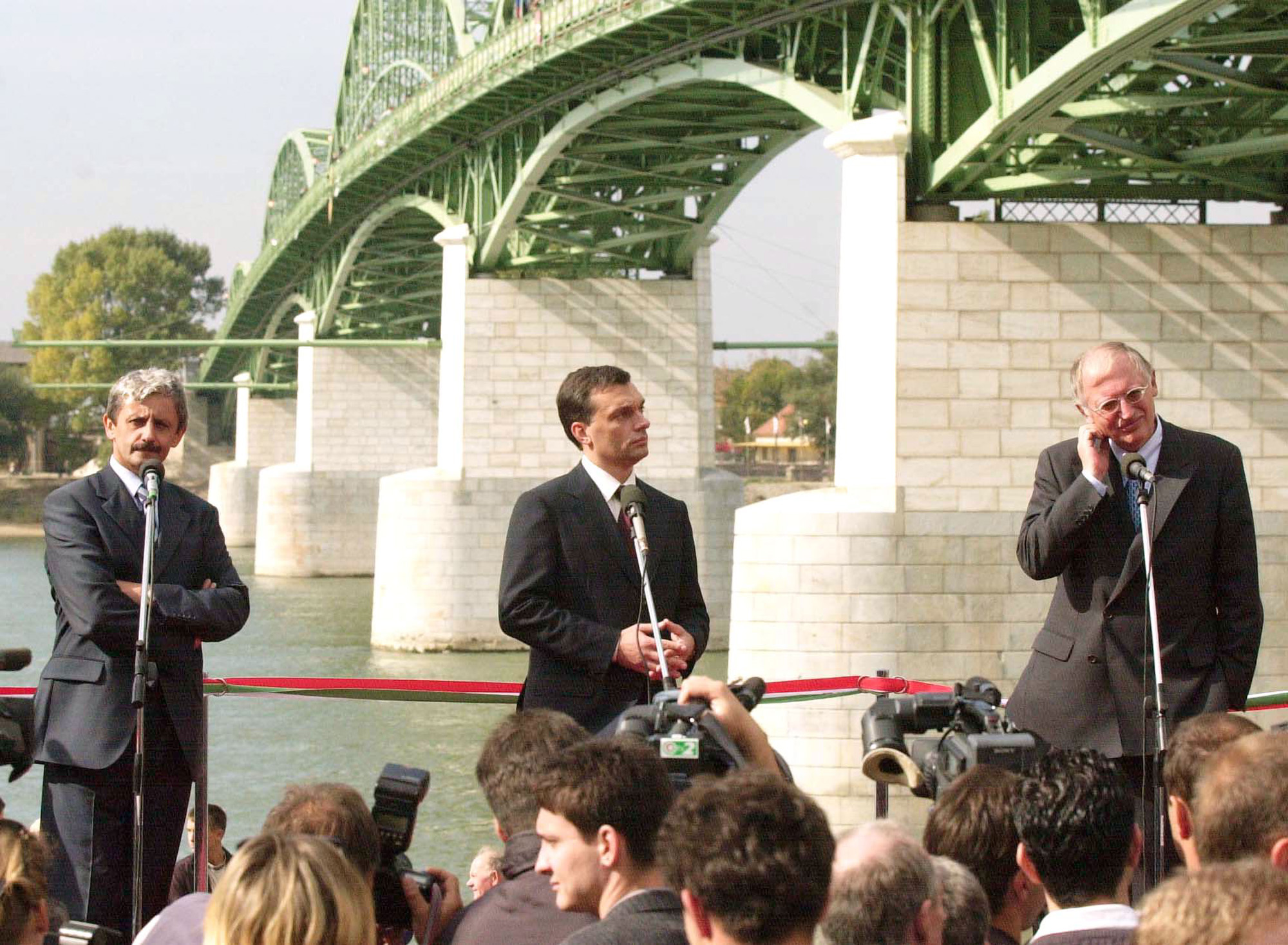
Mikuláš Dzurinda, le Premier ministre hongrois Viktor Orbán et le Commissaire européen Günter Verheugen, en 2001.

Mikuláš Dzurinda parvient au pouvoir le 30 octobre 1998, en prenant la tête d'une coalition gouvernementale, forte de 93 députés sur 150 au Conseil national, rassemblant la Coalition démocratique slovaque (SDK), qui fédère elle-même plusieurs partis de centre droit et de centre gauche, le Parti de la gauche démocratique (SDĽ), le Parti de la coalition hongroise (SMK-MKP) et le Parti de l'entente civique (SOP), afin de faire barrage au président du gouvernement sortant, Vladimír Mečiar.
Sous sa direction et son gouvernement, la Slovaquie a rejoint le processus d'intégration à l'Europe occidentale et renoué ses relations avec l'Union européenne (UE) et fait son retour au sein des structures économiques et politiques transatlantiques. Le succès des réformes mises en œuvre ont amené le pays à adhérer à l'Organisation pour la coopération et le développement économique (OCDE) en septembre 2000, à achever ses négociations d'adhésion à l'UE, et à attirer de nombreux investisseurs.
Faisant face à une situation économique précaire, il adopte une politique de rigueur destinée à contenir les déficits budgétaires. Cette orientation a pour conséquence une forte hausse de l'inflation, qui atteint 10 % en 2000, alimentée par la dérégulation et la libéralisation des prix de services de base auparavant subventionnés. La restructuration des entreprises a pour effet d'accroitre brutalement le chômage, qui dépasse le seuil de 20 % au niveau national.

#### Second mandat

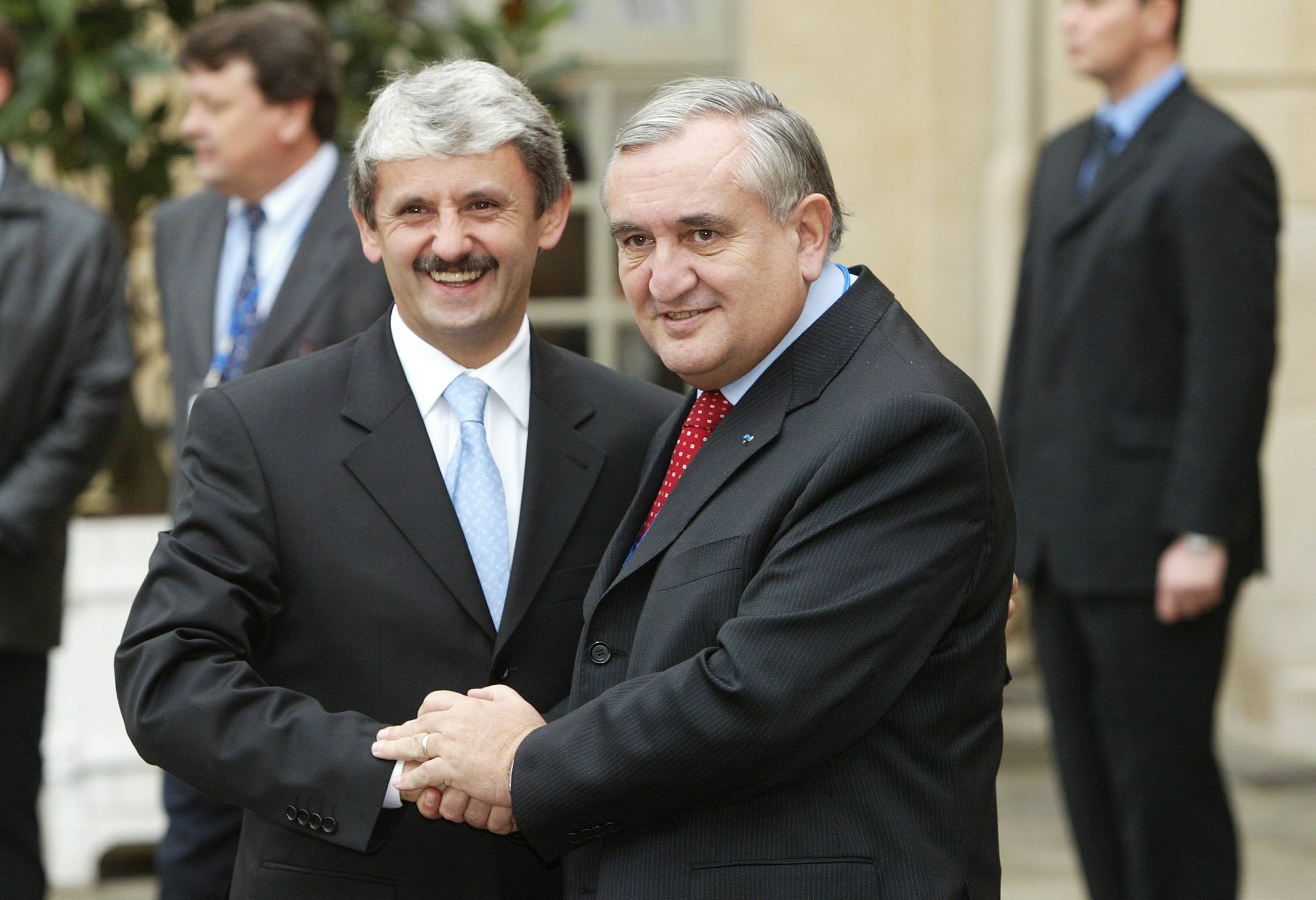
Mikuláš Dzurinda et le Premier ministre français, Jean-Pierre Raffarin, à Paris en 2003.

Bien que son nouveau parti, la SDKÚ, se soit classé deuxième du scrutin législatif de 2002, il parvient à se maintenir au pouvoir grâce à une alliance de centre droit réunissant sa formation, le KDH, le SMK-MKP et l'Alliance du nouveau citoyen (ANO), plus homogène politiquement, qui recueille 42,51 % des suffrages. Cette même année, le sommet de l'OTAN à Prague invite la Slovaquie à rejoindre l'Alliance, tandis que le sommet européen de Copenhague confirme la prochaine adhésion du pays à l'UE.
Au cours de son second mandat, le déficit budgétaire a été réduit pour passer sous les 3 % du produit intérieur brut, ouvrant ainsi la porte de l'euro au pays, l'objectif étant alors de rejoindre la zone euro en 2009. Dans le même temps, la croissance économique atteignait près de 6 % en 2005, soit la plus forte de la région, et accueillit de nombreux investisseurs, comme PSA Peugeot Citroën ou Kia Motors. Son gouvernement avait en outre instauré un impôt à taux unique de 19 % pour l'impôt sur le revenu, l'impôt sur les sociétés et la taxe sur la valeur ajoutée. La politique énergétique de son gouvernement a permis de réduire la consommation de la Slovaquie de 8,5 % entre 2001 et 2006 alors que le pays était en période d'expansion économique, et s'est traduit par la privatisation du secteur au profit de sociétés étrangères.Ces nombreuses réussites n'ont toutefois pas éclipsé le problème du développement des zones rurales et du fort taux de chômage, à savoir 20 % en 1998 et encore 12 % huit ans plus tard.
En 2006, il est contraint d'anticiper les législatives d'octobre à juin après que son ancien parti, le KDH, s'est retiré du gouvernement afin de protester contre le refus d'adopter une clause d'un traité passé en 2002 avec le Vatican et qui permettrait à toute personne de religion catholique de faire valoir, pour quelque cause que ce soit, son objection de conscience. Le jour du scrutin, le centre droit ne remporte que 65 sièges sur 150 au Conseil national de la République slovaque, et il cède sa place à Robert Fico le 4 juillet.

### Après 2006

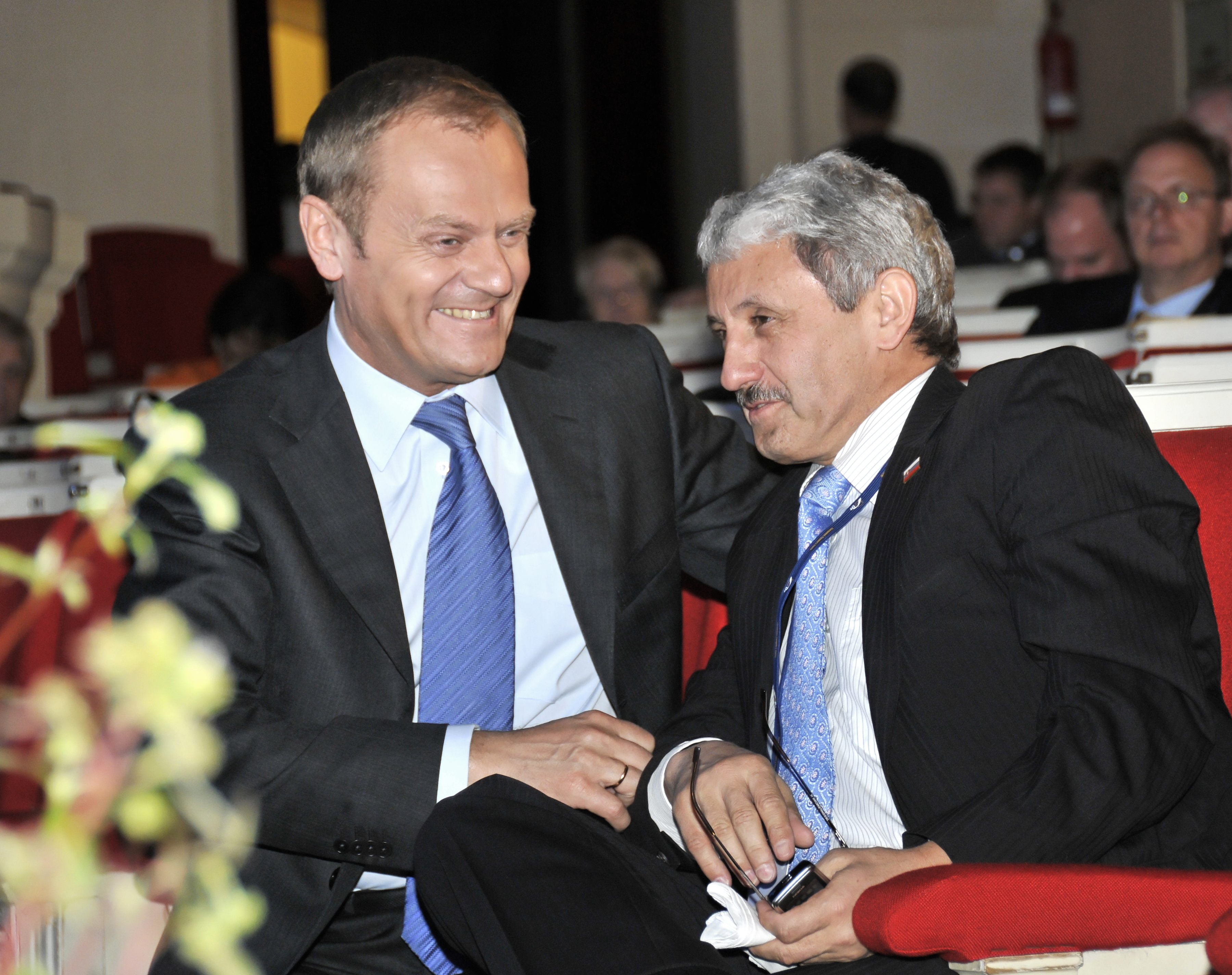
Mikuláš Dzurinda et le président du Conseil des ministres polonais, Donald Tusk, en 2009.

Réélu député, il continue alors de présider la SDKÚ-DS. En 2008, l'un des vice-présidents, Juraj Liška, ancien ministre de la Défense, lui demande publiquement de démissionner, évoquant les mauvais sondages et le style de gouvernance autoritaire de Dzurinda. Le bureau du parti a alors désavoué le vice-président et, après une réunion extraordinaire, lui a interdit de s'exprimer sur les affaires internes à la SDKÚ-DS, conduisant à des manifestations à Bratislava. La polémique retombe après que la justice a déclaré cette décision légale. En 2010, il renonce à être tête de liste pour les élections législatives de juin et cède ce poste à l'ancienne ministre du Travail et candidate à la présidentielle de 2009, Iveta Radičová.
Celle-ci est nettement battue par le SMER-SD de Fico, qui remporte 62 sièges sur 150, contre 28 aux démocrates-chrétiens, mais le centre droit dans son ensemble s'impose avec 79 députés sur 150. Le 8 juillet suivant, Mikuláš Dzurinda est nommé ministre des Affaires étrangères de la République slovaque.
Il est remplacé, le 4 avril 2012, par Miroslav Lajčák.